# Rio Manso
Rio Manso là một đô thị thuộc bang Minas Gerais, Brasil. Đô thị này có diện tích 232,102 km², dân số năm 2007 là 5212 người, mật độ 21,55 người/km².